# Saint-Evroult-de-Montfort
 Saint-Evroult-de-Montfort  es una población y comuna francesa, situada en la región de Baja Normandía, departamento de Orne, en el distrito de Argentan y cantón de Gacé.

## Demografía
| 422 | 387 | 294 | 265 | 231 | 281 |
| Para los censos de 1962 a 1999 la población legal corresponde a la población sin duplicidades (Fuente: INSEE [Consultar]) |     |     |     |     |     |